# Magic Motion No.5
「Magic Motion No.5」（マジックモーションナンバー5）は、『WHY@DOLL』のメジャー移籍１作目。インディーズと合わせると5作目のシングル。2014年9月24日にビクターエンタテインメントから発売された。オリコンウィークリーチャートで13位を獲得した。通常盤の他に、ちはるん盤、はーちゃん盤、武者修行盤、窪之内英策盤も発売された。メンバー盤はジャケットと「向日葵」のソロが収録され、武者修行盤は「ありがとう」と「向日葵」のライブ音源が収録されている。「ありがとう」は青SHUN学園の学園長兼プロデューサーのSHUNからの楽曲提供によるもの。窪之内英策盤は漫画家の窪之内英策がジャケットを手がけている。

## 概要
初披露は定期公演のほわふわ風雲録VOL.6。また、同ライブでカップリングの「ありがとう」と「向日葵」のライブ音源が収録された。第三回アイドル楽曲大賞のメジャーシングル部門で30位に選ばれる。テレビ朝日のアイドルお宝くじで披露し、一位を獲得した。
タイトルの「No.5」には、インディーズ時代から数えて5枚目のシングルであるという意味が込められている。

## メディア
Magic Motion No.5がテレビ神奈川（tvk）「POP PARADE」の1994年10月度オープニング＆エンディングテーマ、日本テレビ「ミュージックドラゴン」に出演＆パワープレイ（2014年9月）。「向日葵」がテレビ朝日「若大将のゆうゆう散歩」の10月、11月のエンディングテーマ。

## 収録曲

### 通常盤
1. Magic Motion No.5
2. 向日葵
3. Magic Motion No.5 (Instrumental)
4. 向日葵 (Instrumental)

### ちはるん盤
1. Magic Motion No.5
2. ジェットコースター
3. 向日葵 ("ちはるん"ver.)
4. Magic Motion No.5 (Instrumental)
5. ジェットコースター (Instrumental)
6. 向日葵 (Instrumental)

### はーちゃん盤
1. Magic Motion No.5
2. ジェットコースター
3. 向日葵 ("はーちゃん"ver.)
4. Magic Motion No.5 (Instrumental)
5. ジェットコースター (Instrumental)
6. 向日葵 (Instrumental)

### 武者修行盤
1. Magic Motion No.5
2. トラベリンバンド
3. ありがとう (LIVE)
4. 向日葵 (LIVE)
5. Magic Motion No.5 (Instrumental)
6. トラベリンバンド (Instrumental)

### 窪之内英策盤
1. Magic Motion No.5
2. 向日葵
3. トラベリンバンド
4. Magic Motion No.5 (Instrumental)
5. 向日葵 (Instrumental)
6. トラベリンバンド (Instrumental)